# Katechetenschule
Eine Katechetenschule war eine Einrichtung zur Ausbildung von Katecheten. Sie stellten die frühesten theologischen Bildungsstätten dar.

## Katechetenschule von Alexandria
Die erste Katechetenschule entstand um das Jahr 150 in Alexandria. Sie wurde nach dem Muster der heidnischen Philosophenschulen eingerichtet und gilt als die erste christliche Bildungseinrichtung, in der auch die griechische Philosophie rezipiert wurde. Unterrichtet wurde in allen Gebieten der Theologie, Rhetorik, klassischen Literatur und eklektischen Philosophie. Die Katechetenschule stand unter der Aufsicht des Bischofs. Die Bischöfe ernannten auch die Lehrer der Anstalt. Der erste bekannte Lehrer war Pantaenus, ein alter Stoiker und Missionar. Darauf folgte Clemens von Alexandria, dieser gilt als theologischer Vater der Schule. Unter Origenes erlangte die Philosophie großen Einfluss auf die Theologie.
Infolge der arianischen Streitigkeiten ging die Katechetenschule in Alexandria um 350 zu Grunde, ihr letzter Vorstand Rhodo errichtete eine Katechetenschule in Side in Pamphylien.

## Katechetenschule von Antiochien
In der Katechetenschule von Antiochien, die erst nach der Katechetenschule zu Alexandria im 4. Jahrhundert bekannt wurde, hielt man am einfachen Wortsinn der heiligen Schriften fest und wollte nichts von Philosophie wissen. Die antiochenische Katechetenschule ging mit ihrer Tochterschule in Edessa im 5. Jahrhundert unter.
Berühmte Lehrer der Katechetenschule von Antiochien waren:
- Lukian von Antiochia
- Eusebius von Nikomedien
- Ephraim der Syrer
- Diodorus von Tarsus
- Theodor von Mopsuestia
- Johannes Chrysostomos

## Katechetenschule von Cäsarea
Origenes stiftete nach seiner Absetzung in Alexandria die Katechetenschule von Cäsarea in Palästina.
Berühmte Lehrer der Katechetenschule von Cäsarea waren:
- Gregor Thaumaturgos
- Pamphilus